# René Billon
Pour les articles homonymes, voir Billon.
René Billon, né le 2 août 1931 à Kerlaz et mort le 19 octobre 2020 à Tréguier, est un footballeur français des années 1950 et 1960. Durant sa carrière professionnelle, il évolue au poste de défenseur, exclusivement au Stade rennais.

## Biographie
Né le 2 août 1931 à Kerlaz, dans le sud du Finistère, René Billon commence le football avec le club de son village, Kerlaz Sport, créé en 1943. Cousin de Jean-Pierre Darchen, il joue à Kerlaz avec ses frères Jean et Henri, et démontre de bonnes qualités de footballeur dès son adolescence. En 1952, à l'âge de 21 ans, il rejoint le Stade rennais, dont il intègre la section amateur. Il y joue durant près de deux ans, avant de faire ses débuts professionnels, en Division 2, le 18 avril 1954, à l'occasion d'une rencontre disputée au stade de la route de Lorient face à l'Olympique lyonnais. Il ne joue, ainsi, qu'une seule rencontre, en 1953-1954, avec l'équipe première dirigée par Salvador Artigas. La saison suivante, ce dernier l'intègre pleinement à l'effectif professionnel, et René Billon devient titulaire au sein de la défense rennaise durant deux ans. Le 22 août 1954, il marque son unique but professionnel, face au SO Montpellier. En 1955-1956, il dispute vingt-huit rencontres de championnat, et participe activement à la remontée du club breton en première division,.
Malgré cela, René Billon quitte la section professionnelle du Stade rennais en 1956, pour retourner dans les rangs de la section amateur. Il y demeure jusqu'à la fin de la saison 1961-1962, lors de laquelle l'entraîneur rennais Antoine Cuissard décide de faire appel à lui. Le 26 février 1962, René Billon dispute ainsi son premier match de Division 1, face à Montpellier au stade de la route de Lorient. Durant la deuxième partie de saison, il dispute un total de onze matchs à ce niveau. En 1962-1963, il est de nouveau aligné à six reprises par Cuissard, en championnat et en Coupe Drago, puis retourne définitivement au sein de la section amateur. En 1964, René Billon quitte le Stade rennais et part jouer à Plancoët, dans les Côtes-du-Nord.

## Palmarès
En 1956, René Billon obtient son unique titre au niveau national en étant sacré champion de France de Division 2 avec le Stade rennais. Il dispute vingt-huit rencontres avec l'équipe rennaise durant cette saison.

## Statistiques
| Saison                | Club                  | Championnat           | Championnat | Championnat | Coupe(s) nationale(s) | Coupe(s) nationale(s) | Total | Total |
| Saison                | Club                  | Division              | M.          | B.          | M.                    | B.                    | M.    | B.    |
| 1953-1954             | Stade rennais UC      | Division 2            | 1           | 0           | 0                     | 0                     | 1     | 0     |
| 1954-1955             | Stade rennais UC      | Division 2            | 38          | 1           | 3                     | 0                     | 41    | 1     |
| 1955-1956             | Stade rennais UC      | Division 2            | 28          | 0           | 5                     | 0                     | 33    | 0     |
| 1961-1962             | Stade rennais UC      | Division 1            | 11          | 0           | 0                     | 0                     | 11    | 0     |
| 1962-1963             | Stade rennais UC      | Division 1            | 5           | 0           | 1                     | 0                     | 6     | 0     |
| Total sur la carrière | Total sur la carrière | Total sur la carrière | 83          | 1           | 9                     | 0                     | 92    | 1     |